# Łękawica (gmina)
La gmina de Łękawica est une commune rurale de la voïvodie de Silésie et du powiat de Żywiec. Elle s'étend sur 42,23 km2 et comptait 4 375 habitants en 2010. Son siège est le village de Łękawica qui se situe à environ 6 kilomètres au nord-est de Żywiec et à 63 kilomètres au sud de Katowice.

## Villages
La gmina de Łękawica comprend les villages et localités de Kocierz Moszczanicki, Kocierz Rychwałdzki, Łękawica, Łysina et Okrajnik.

## Villes et gminy voisines
La gmina de Łękawica est voisine de la ville de Żywiec et des gminy d'Andrychów, Czernichów, Gilowice, Porąbka et Ślemień.